# Asterias
Genre
Asterias est un genre d'étoiles de mer, de la famille des Asteriidae.

## Description et caractéristiques

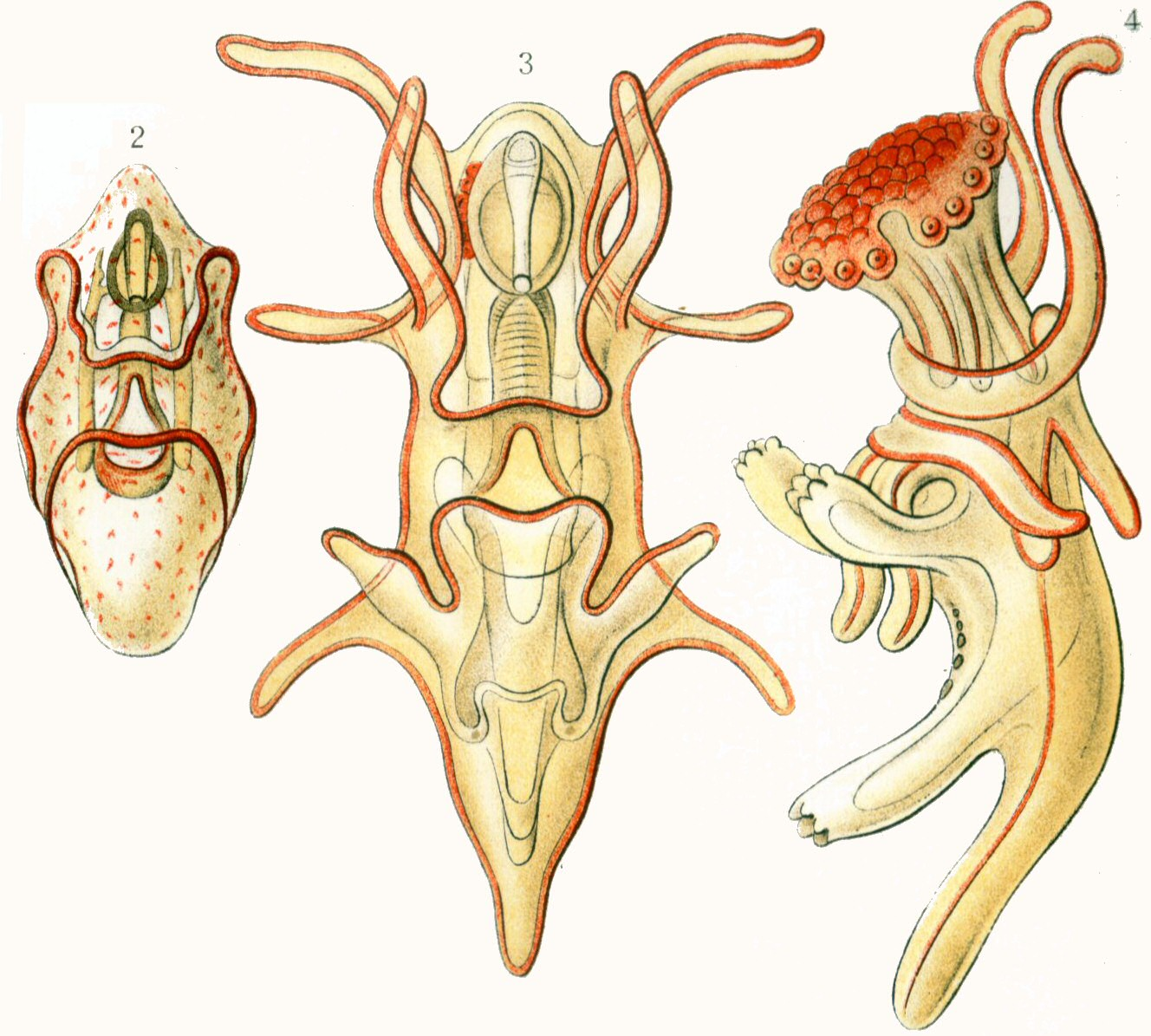
Stades larvaires du genre Asterias.

Ce sont des étoiles régulières, munies de 5 bras (parfois plus ou moins suivant la prédation et la régénération). Leur surface est rugueuse et le squelette calcaire est en partie visible sous la forme de spicules de couleur beige. Ces espèces sont carnivores et se nourrissent notamment de bivalves.
Ce genre est commun sur les côtes européennes et nord-américaines, et souvent étudié en laboratoire de zoologie. Il contient l'« Étoile de mer commune », Asterias rubens, étoile la plus répandue en Europe atlantique.

## Liste des espèces
Il est à noter qu'originellement, toutes les espèces d'étoiles de mer avaient été placées dans le genre Asterias par Carl von Linné, et il a fallu attendre ses successeurs pour que les étoiles de mer ne deviennent une classe au sein de l'embranchement des échinodermes, divisée en ordres, familles et genres. Ainsi, de nombreuses dénominations obsolètes rangent dans ce genre des étoiles qui n'en font plus partie selon l'état actuel de la science. Il y demeure aussi de nombreuses espèces à statut incertain (nomen dubium ou nomen nudum).
Ainsi, Asterias glacialis, Asterias spinosa, Asterias angulosa, Asterias echinophora, Asterias madeirensis, Asterias africana et Asterias rarispina ne sont qu'une seule et même espèce, maintenant classée dans un genre à part, sous le nom de Marthasterias glacialis.
| Selon World Register of Marine Species (19 décembre 2013) : ... - Asterias amurensis Lutken, 1871 -- Pacifique nord (et invasive en Australie) - Asterias argonauta Djakonov, 1950 - Asterias forbesi (Desor, 1848) -- Atlantique nord-ouest - Asterias microdiscus Djakonov, 1950 -- Mer de Bering - Asterias rathbuni (Verrill, 1909) -- Pacifique nord-est - Asterias rollestoni Bell, 1881 - Asterias rubens Linnaeus, 1758 — Atlantique nord-est (« Étoile de mer commune ») - Asterias versicolor Sladen, 1889 -- Mer de Chine | Selon ITIS (19 décembre 2013) : - Asterias amurensis Lütken, 1871 - Asterias forbesi - Asterias rathbuni - Asterias rubens Linnaeus, 1758 - Asterias tanneri |

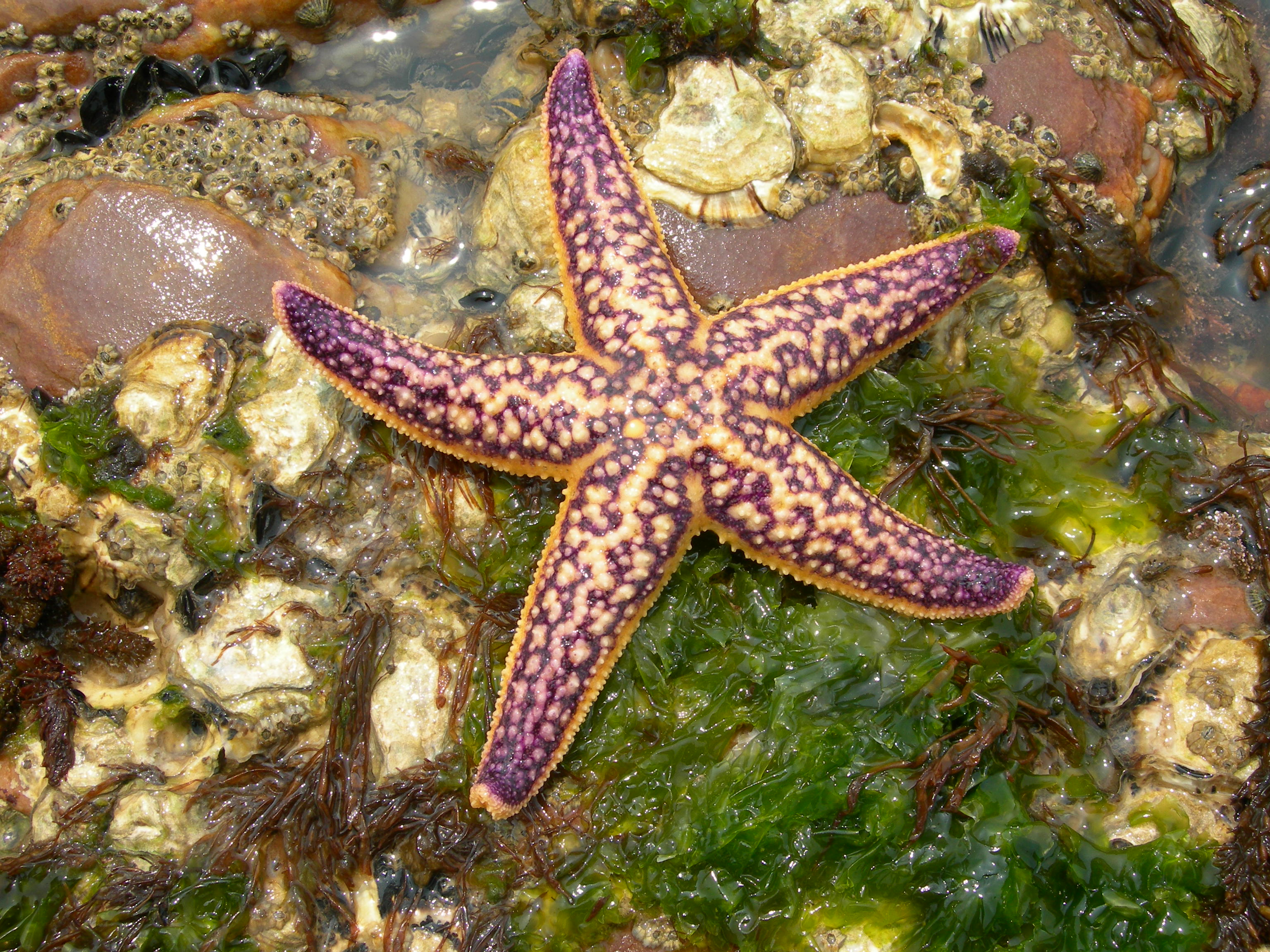
Asterias amurensis
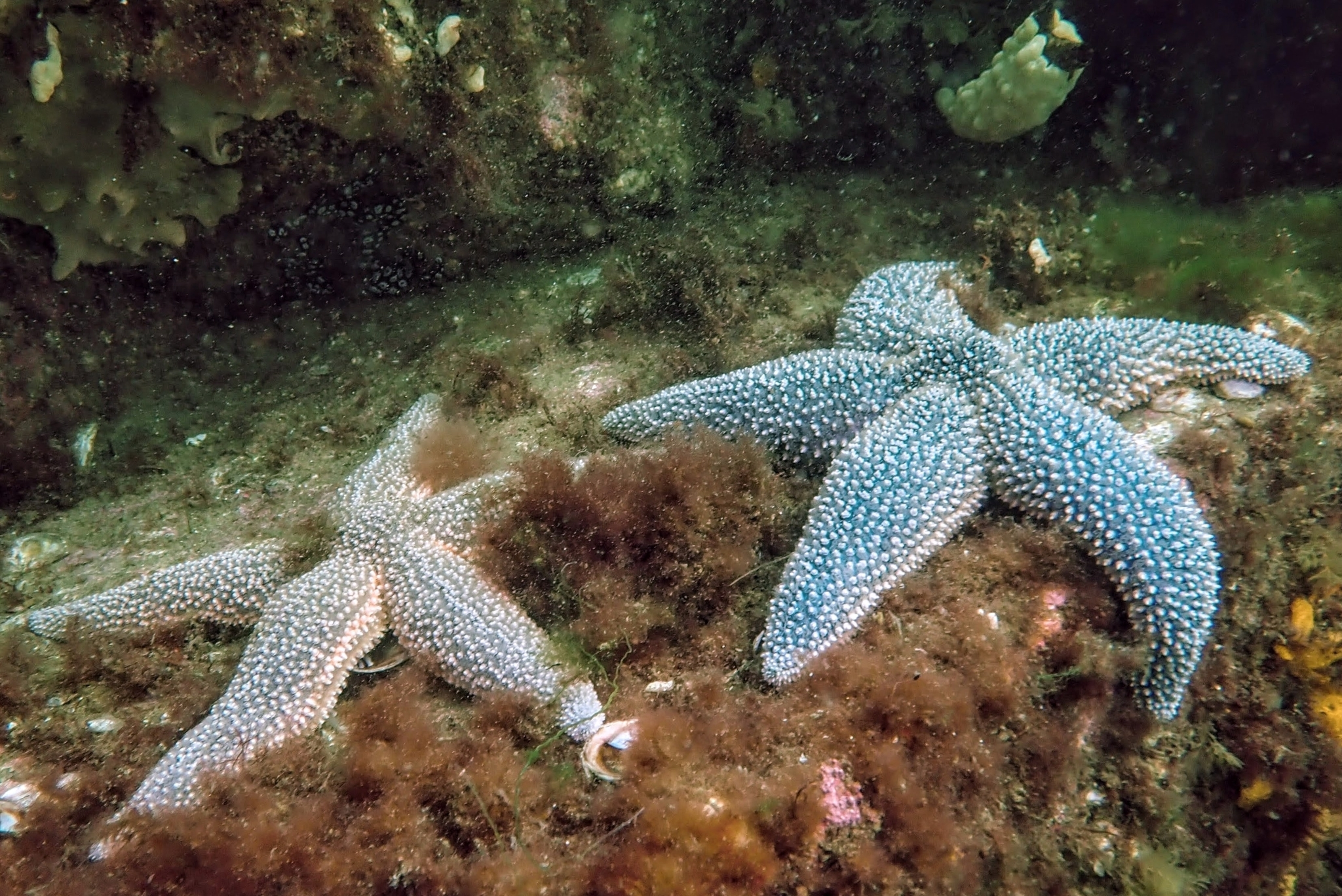
Asterias forbesi
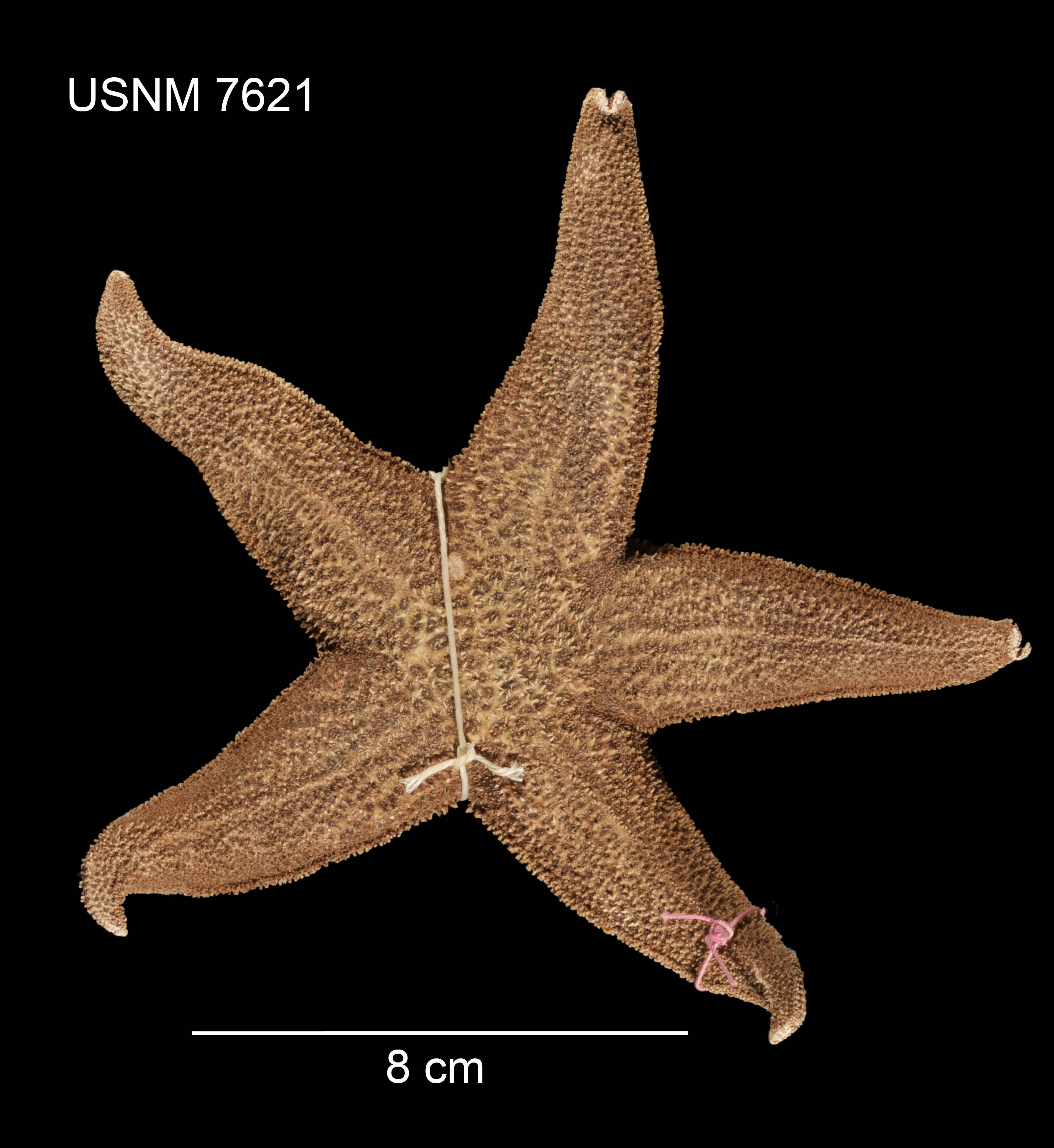
Allasterias rathbuni
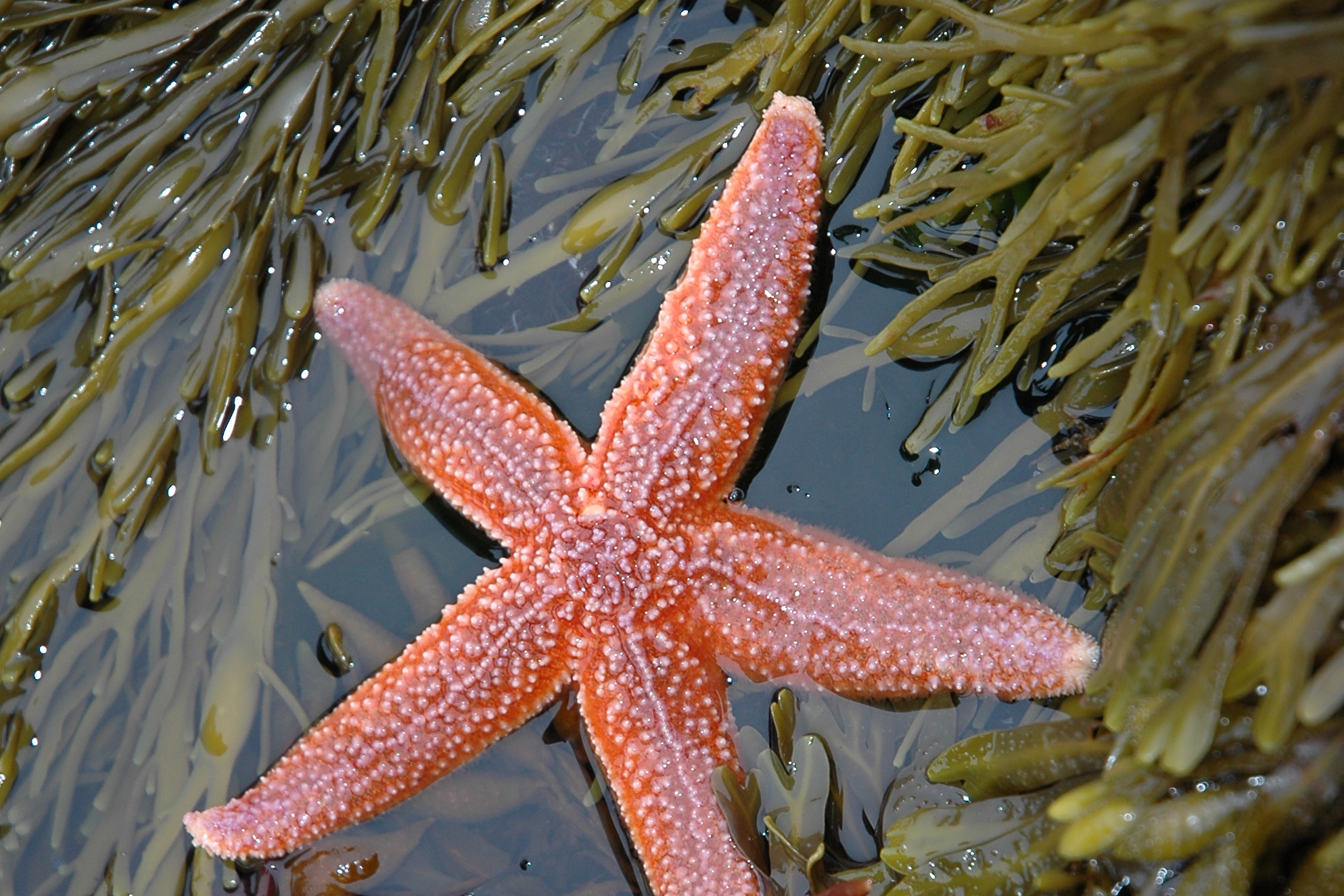
Asterias rubens